# 12881 Yepeiyu
A 12881 Yepeiyu (ideiglenes jelöléssel 1998 QF31) a Naprendszer kisbolygóövében található aszteroida. A LINEAR projekt keretében fedezték fel 1998. augusztus 17-én.